# Dana Randall
Pour les articles homonymes, voir Randall.
Dana Randall, née le 28 novembre 1968 est une informaticienne américaine. Elle est professeur ADVANCE d'informatique et professeur adjoint de mathématiques au Georgia Institute of Technology. Elle est également professeure externe au Santa Fe Institute. Auparavant, elle était directrice exécutive du Georgia Tech Institute of Data Engineering and Science (IDEaS) qu'elle a cofondé  et directrice du Algorithms and Randomness Center . Ses recherches portent sur la combinatoire, les aspects informatiques de la mécanique statistique, la simulation Monte Carlo des chaînes de Markov et les algorithmes aléatoires.

## Biographie
Dana Randall naît dans le Queens, New York. Elle est diplômée de la Stuyvesant High School de New York en 1984. Elle obtient son AB en mathématiques de l'Université Harvard en 1988 et son doctorat en informatique de l'Université de Californie à Berkeley en 1994 sous la direction d'Alistair Sinclair.
Elle est la sœur de la physicienne théoricienne Lisa Randall.
Son principal sujet de recherche est l'analyse d'algorithmes pour les problèmes de comptage (par exemple, le comptage des appariements dans un graphe) à l'aide de chaînes de Markov. L'une de ses contributions importantes dans ce domaine est un théorème de décomposition pour l'analyse des chaînes de Markov.
En 2012, elle devient membre de l'American Mathematical Society.
Elle prononce la conférence Arnold Ross le 29 octobre 2009, un honneur précédemment conféré à Barry Mazur, Elwyn Berlekamp, Ken Ribet, Manjul Bhargava, David Kelly et Paul Sally.